# Пад комунизма у Албанији
Пад комунизма у Албанији, последњи такав догађај у Европи изван Совјетског Савеза, започео је у децембру 1990. године студентским демонстрацијама у главном граду Тирани, иако су протести већ раније те године започели у другим градовима. Централни комитет Комунистичке партије дозволио је политички плурализам 11. децембра и највећа опозициона странка, Демократска странка Албаније, је основана следећег дана. На изборима марта 1991. године Комунистичка партија је остала на власти, али генерални штрајк и урбана опозиција довели су до формирања "владе за стабилност" која је укључивала и некомунисте. Већ на изборима у марту 1992, у условима економског колапса и друштвених немира, комунисти су поражени а Демократска странка је освојила већину мандата. Сали Бериша, лидер Демократске странке, постао је председник Албаније.

## Позадина
Енвер Хоџа, који је управљао НР Албанијом скоро 40 година, умро је 11. априла 1985. Рамиз Алија је наследио Хоџу, и постепено је спроводио економске реформе и успоставио дипломатске односе са земљама западне Европе.
За време револуције 1989. многи Албанци нису били свесни догађаја због недостатка информација у изолованој држави. Неки Албанци нису знали чак и да је пао Берлински зид новембра 1989.
Јануара 1990, први немири су почели у Скадру, када је неколико хиљада људи срушило споменик Јосифу Стаљину, а полако су немири захватали и друге градове. На крају, постојећи режим је успоставио неку либерализацију, укључујући и мере из 1990. године које омогућавају слободу кретања у иностранству. Почели су напори да се успостави веза са спољним светом.
Михаил Горбачов је усвојио нову политику гласност и Перестројка у Совјетском Савезу 1985. године. Након што је Николаје Чаушеску, комунистички лидер Румуније, погубљен у Румунској револуцији 1989., Алија је знао да може бити следећи ако не спроведе радикалне промене. Потписао је Хелсиншки договор којим је био условљен да се усклади са стандардима Западне Европе о људским правима . Организовао је водеће интелектуалце тог времена да спроведу политичку реформу . Под Алијом су се одржали први плуралистички избори од када су комунисти преузели власт у Албанији 1944. године. Алијина странка победила је на изборима 31. марта 1991. године.
Ипак, било је јасно да прелазак на капитализам неће бити заустављен. Многи водећи чланови новоформиране Демократске странке под вођством Салија Берише, почињу да организују протесте против власти. 
Студентску демонстрацију је прекинула државна полиција. Рамиз Алија позвао је делегацију студената Универзитета у Тирани да разговарају о њиховој забринутости и предложе компромис.
Комунисти су успели задржати контролу над владом у првом кругу избора, али су пали два месеца касније током генералног штрајка. Комитет за национално решење је преузео власт али је доживео колапс шест месеци касније Алија је поднео оставку на месту председника, наследио га је Бериша, први демократски изабрани лидер у Албанији још од Фана Нолија.

## Пост-социјалистички период
Промена од социјализма до капитализма очигледно је имала много изазова. Демократска странка је морала да спроведе реформе које је обећала, али су биле споре или нису решиле проблеме нације, тако да су људи били разочарани када су њихове наде за брз просперитет постале неиспуњене. Многи Албанци такође су били фрустрирани растућим ауторитарством Салија Берише, укључујући притисак на опозицију, медије и цивилно друштво. На општим изборима у јуну 1996. године, Демократска странка је покушала да освоји апсолутну већину манипулисањем резултатима.
Пад Владе 1997. након колапса великог броја финансијских пирамида (засниввале су се на Понцијевој превари) и распрострањене корупције, изазвао је нереде и побуне широм земље. Влада је покушала сузбити побуну силом, али покушај није успео због ниског морала и корупције оружаних снага. Уз помоћ међународног посредовања на челу са специјалним изаслаником ОЕБС-а Франца Варецког, владајуће и опозиционе странке сложиле су се да формирају Владу за помирење и одрже нове изборе. Да би одржавање избора прошло мирно и без побуна девет држава је послало међународне војне снаге под називом Операција Алба.
На изборима јуна 1997. године победила је опозициона Социјалистичка партија (бивша комунистичка партија), која је остала на власти до 2005. године. Демократска странка победила је на парламентарним изборима 2005. и 2009. године, а Албанијом је поново управљао Сали Бериша, овог пута као премијер. Социјалистичка партија победила је на изборима у 2013. години, а њом руководи њен шеф странке и премијер Еди Рама.
Према Уставу, који је изгласан на референдуму 22. новембра 1998, и проглашен 28. новембра 1998. године, а допуњен јануара 2007. године, Албанија има демократски систем власти.
Од краја комунизма, земља је постала више усредсређена на запад. Албанија је постала члан НАТО-а 2009. године и жели да се придружи Европској унији.